# Vehículo no tripulado

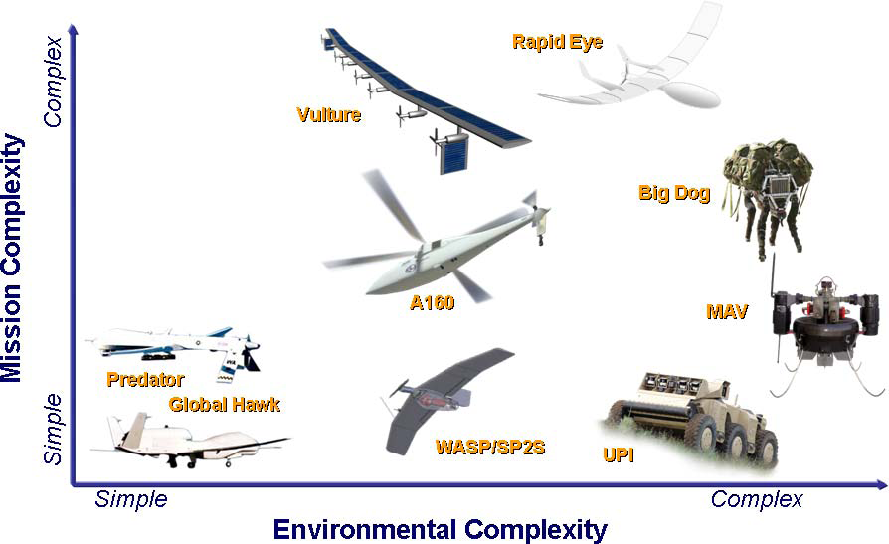
Diversos vehículos no tripulados

Un vehículo no tripulado o es un vehículo sin personas a bordo que lo controlen. Los vehículos no tripulados pueden ser controlados o guiados remotamente, o bien pueden ser autónomos, en mayor o menor medida, al disponer de ciertas capacidades para detectar su entorno y navegar por sí mismos.

## Tipos
Existen diferentes tipos de vehículos no tripulados:
- Vehículos de control remoto (RC), utilizados habitualmente en modelismo o como pasatiempo, por ejemplo los coches de radiocontrol o los aviones de radiocontrol
- Vehículos terrestres no tripulados (UGV), conocidos genéricamente como "drones terrestres", pueden clasificarse en diferentes subtipos:
  - Vehículos terrestres no tripulados operados remotamente
  - Vehículos terrestres no tripulados autónomos (AGV)
  - Vehículos terrestres no tripulados de combate (UCGV)
- Vehículos aéreos no tripulados (UAV), conocidos genéricamente como "drones", pueden clasificarse en diferentes subtipos:
  - Vehículos aéreos de combate no tripulados (UCAV)
  - Vehículos aéreos no tripulados de gran autonomía de altitud media (MALE)
  - Vehículos aéreos no tripulados de entrega
  - Mini UAVs (SUAV)
  - Micro UAVs (MAV)
  - Blancos aéreos no tripulados
- Plataformas autónomas de puerto aeroespacial
- Vehículos de superficie no tripulados (USV), conocidos genéricamente como "drones marinos o acuáticos", operan en la superficie del agua
- Vehículos submarinos no tripulados (UUV), conocidos genéricamente como "drones submarinos o subacuáticos", operan bajo la superficie del agua y pueden clasificarse en diferentes subtipos:
  - Vehículos sumergibles operados remotamente (ROUV)
  - Vehículos submarinos autónomos (AUV)
    - AUVs de intervención (IAUV), capaces de intervenir de forma autónoma en instalaciones submarinas
    - Planeadores submarinos, capaces de desplazarse autónomamente bajo el agua utilizando su forma y cambiando su flotabilidad
- Naves espaciales no tripuladas, pueden ser controladas a distancia, como las naves espaciales robóticas, o bien tener una importante autonomía, como las sondas espaciales